# Eugenia bimarginata
Eugenia bimarginata är en myrtenväxtart som beskrevs av Dc.. Eugenia bimarginata ingår i släktet Eugenia och familjen myrtenväxter. Inga underarter finns listade i Catalogue of Life.